# 모추어리 컬렉션
《모추어리 컬렉션》(The Mortuary Collection)은 미국에서 제작된 라이언 스핀델 감독의 2019년 공포, 판타지 영화이다. 케이틀린 커스터 등이 주연으로 출연하였다.
2019년 9월 22일 판타스틱 페스트에서 전 세계에 초연되었다.

## 출연

### 주연
- 케이틀린 커스터
- 클랜시 브라운

### 조연
- 제이콥 엘로디
- 브레넌 머레이
- 마이클 바우
- 에덴 캠벨

## 제작
스핀델 감독의 22분 단편 영화 The Babysitter Murders(2015년 개봉)가 이 영화에서 장식되었다.

## 평가
리뷰 애그리게이터 웹사이트 로튼 토마토에 따르면 이 영화의 평점은 31개 비평을 기반으로 하여 97%이며 평균 점수는 7.68/10이다.